# گمینا گریفوف شلانسکی
گمینا گریفوف شلانسکی (به لهستانی:  Gmina Gryfów Śląski) یک گمینا در لهستان است که در شهرستان لوووک شلانسکی واقع شده‌است. گمینا گریفوف شلانسکی ۶۶٫۶۱ کیلومتر مربع مساحت و ۱۰٬۳۱۶ نفر جمعیت دارد.